# Schelringen

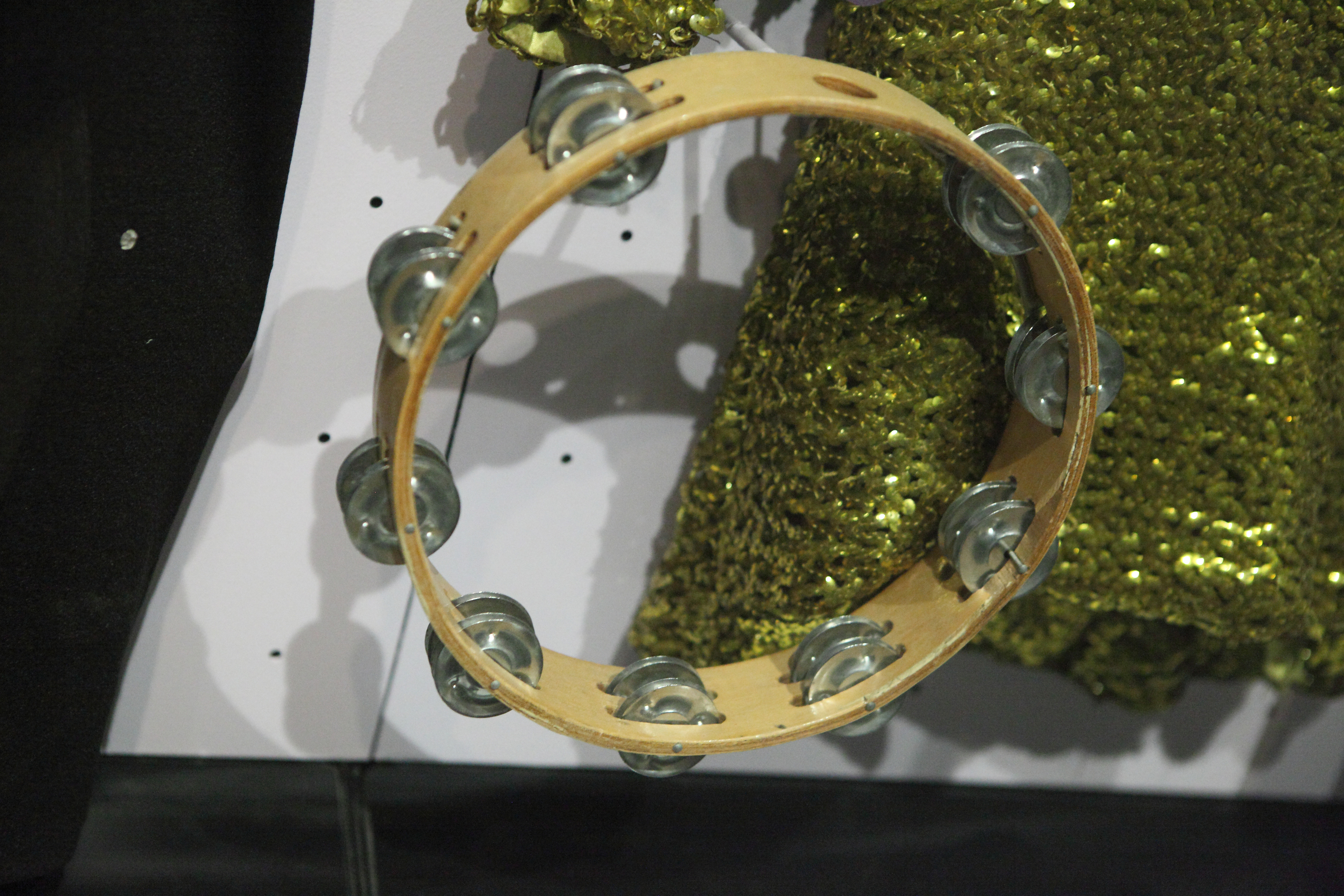
Tamboerijn met dubbele rij schelringen

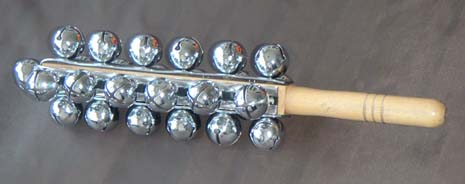
Instrument met belletjes

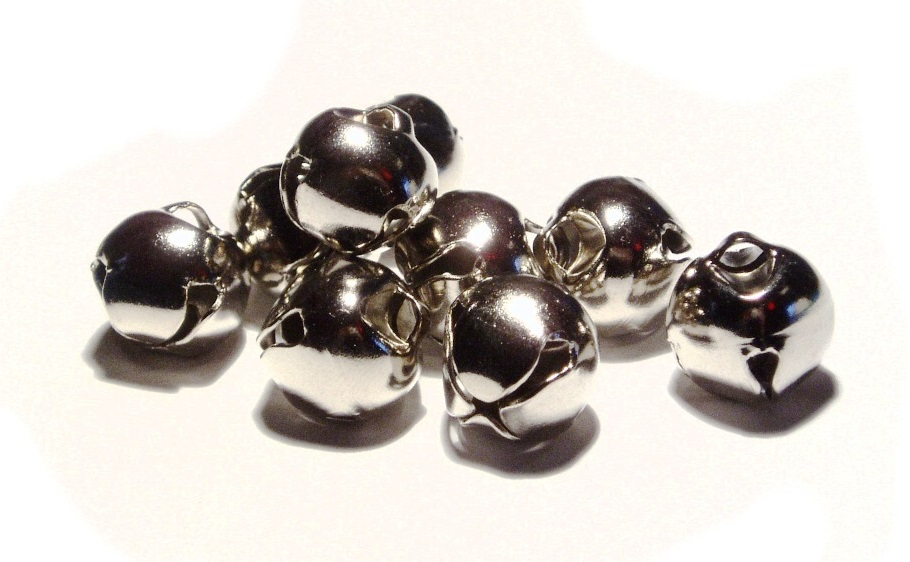
Belletjes

Schelringen zijn een aantal kleine metalen schijven zoals die voorkomen op de ring van een tamboerijn of beatring. 
Belletjes die aan een stok of handvat zijn bevestigd zijn de jingle bells - in het Engels ook  'sleigh bells' (sledebellen) geheten. Het kerstlied Jingle bells wordt ingeleid met het geluid van deze belletjes.